# Royal Armouries Ms. I.33

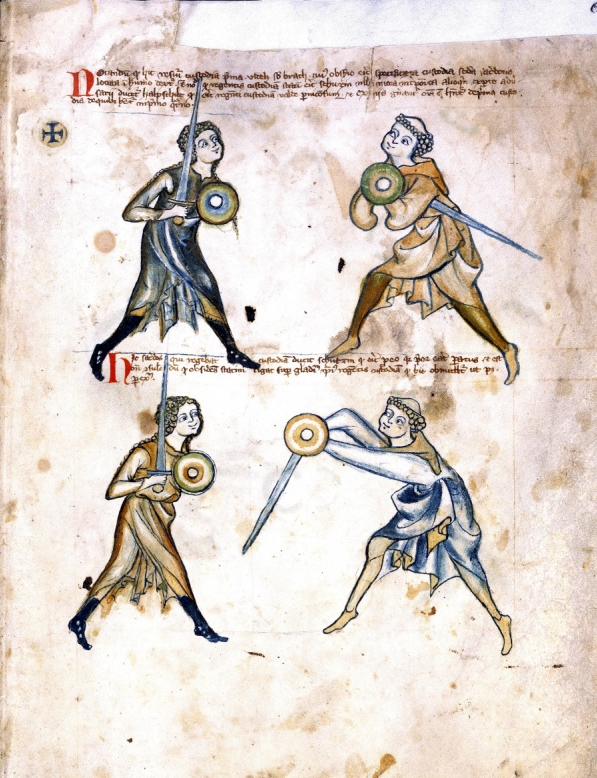
fol. 32r montrant le prêtre dans la première garde et en schutzen, avec Walpurgis demeurant dans sa « garde spéciale » sur son épaule droite

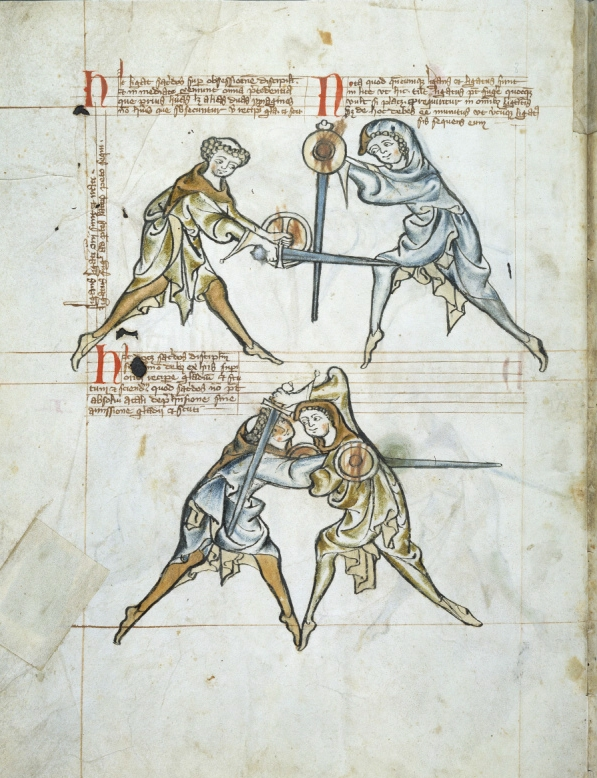
fol. 4v montrant l'étudiant d'abord en krucke puis saisissant les bras du prêtre avec son bras de bouclier

Le Royal Armouries Ms. I.33, aussi connu comme le Tower manuscript, car il était conservé dans la Tour de Londres de 1950 à 1996, et aussi connu en tant que British Museum No. 14 E iii, No. 20, D. vi, est le plus ancien fechtbuch européen connu nous étant parvenu. C'est aussi l'un des plus anciens manuels de combat armé connus au monde.

## Le manuscrit
Le manuscrit, y compris le texte sont datés à environ 1270-1320 CE. Il est d'abord mentionné par Henricus un Gunterrodt dans son De veriis principiis artis dimicatoriae de 1579, où il se rapporte à avoir été acquis (volé/pillé) par un de ses amis, un certain Johannes Herbart de Würzburg en servant dans les forces de Albert Alcibiade, Margrave de Brandebourg-Kulmbach dans les campagnes de 1552/3. Il est resté dans un monastère de Franciscain (vraisemblablement en Franconie orientale) jusqu'au milieu du XVIe siècle. À partir du XVIIe siècle, le manuscrit faisait partie de la bibliothèque ducale de Gotha (signature Cod. Membr. I. no. 115) jusqu'à ce qu'il disparaisse dans la Seconde Guerre mondiale et refit surface lors d'une enchère à Sotheby's en 1950, où il a été acheté par la Royal Armouries. L'auteur du traité peut être un clerc appelé Lutegerus (à savoir. Une forme latinisée du nom propre allemande Liutger).
Le traité expose un système d'arts martiaux de techniques défensives et offensives entre un maître et un élève, dénommé sacerdos (prêtre) et scolaris (étudiant), chacun armé d'une épée et d'un petit bouclier (un bocle), dessiné à l'encre et à l'aquarelle et accompagné de texte Latin, entrecoupés avec des termes d'escrime allemands. Sur les deux dernières pages, l'élève est remplacé par une femme appelée Walpurgis.
Les pages du manuscrit sont en vélin, les 32 feuilles de parchemin (64 pages) du manuscrit indiquent des textes Latins écrits d'une main de clerc, en utilisant les différents sigles qui étaient la norme à l'époque (mais qui sont tombés hors d'usage à la fin de la période médiévale ; une image à partir du manuscrit (la seconde image sur fol 26r) a été copiée dans le Codex Guelf 125.16.Extrav dans les années 1600 par un dessinateur qui, sous son dessin a déclaré qu'il ne pouvait pas déchiffrer le texte latin).

## Contenu
Les pages sont présumées ou très probable d'un travail antérieur plus large, qui ont plus tard été liés ensemble, séparé des autres pages. Le texte fournit des indications sur l'utilisation d'une épée à une main. Le système de combat est basé sur un nombre de gardes (Custodie??) auxquelles on répond par des postures défensives (obsessiones??). Les gardes sont numérotées de 1 à 7 sur les deux premières pages et complétées par diverses gardes «spéciales» plus loin dans le texte. Les sept gardes de base sont :
1. En dessous du bras (sub brach)
2. Épaule droite (humero dextrali)
3. Épaule gauche (humero sinistro)
4. Tête (capiti)
5. Côté droit (latere dextro)
6. Poitrine (pectori)
7. 'Pointe longue'(langort)

Les termes allemands figurant dans le texte latin sont les suivantes :
- albersleiben (éventuellement la garde du fou)
- durchtreten, durchtritt ("pas au travers")
- halpschilt ("demi bouclier", l'une "des obsessiones")
- Krücke ("béquille", une position défensive)
- langort ("long-point", peut être soit une Custodia ou une obsessio)
- nucken ("poussée / coup de coude", une attaque spécifique)
- schiltslac ("coup de bouclier")
- schutzen ("protéger")
- stich ("Frappe / coup de poignard")
- stichschlac ("coup de poignard")
- vidilpoge ("archet"?, une Custodia spécifique)

Des éléments dialectaux sporadiques en ces termes (notamment nucken et halpschilt) suggèrent un emplacement de composition en accord avec la découverte rapportée dans un monastère Franconian dans le domaine plus large de Würzburg.

### Sources
- (en) Cet article est partiellement ou en totalité issu de l’article de Wikipédia en anglais intitulé « Royal Armouries Ms. I.33 » (voir la liste des auteurs).
- (en) Jeffrey L. Singman (dorénavant Forgeng), « The medieval swordsman: a 13th century German fencing manuscript », in Royal Armouries Yearbook 2, pp. 129–136, 1997.
- (en) Jeffrey L. Forgeng, The Medieval Art of Swordsmanship, A Facsimile & Translation of the World's Oldest Personal Combat Treatise, published jointly with the Royal Armouries at Leeds, The Chivalry Bookshelf, 2003  (ISBN 1-891448-38-2)
- (en) Paul Wagner et Stephen Hand, Medieval Sword And Shield: The Combat System of Royal Armouries MS I.33, The Chivalry Bookshelf, 2003  (ISBN 1-891448-43-9)
- (en) Stephen Hand, « Re-Interpreting Aspects of the Sword & Buckler System in Royal Armouries MS I.33 », in Spada 2: Anthology of Swordsmanship, pp. 91–109, The Chivalry Bookshelf, 2005  (ISBN 1-891448-35-8)
- Franck Cinato & André Surprenant, Le livre de l’art du combat. Liber de arte dimicatoria. Édition critique du Royal Armouries MS. I.33, coll. « Sources d'histoire médiévale » no 39, CNRS Éditions, Paris, 2009  (ISBN 978-2-271-06757-9)
- (de) Herbert Schmidt, Schwertkampf Band 2, Der Kampf mit Schwert und Buckler, Wieland Verlag  (ISBN 978-3-938711-29-3)